# Igrzyska Małych Państw Europy 1993
5. Igrzyska Małych Państw Europy – piąta edycja igrzysk małych krajów została zorganizowana na Malcie. Impreza odbyła się między 25, a 29 maja 1993 roku. W zawodach wzięło udział 690 zawodników.

## Klasyfikacja medalowa
| Kraj          | Złoto | Srebro | Brąz |
| Islandia      | 36    | 17     | 15   |
| Cypr          | 26    | 23     | 22   |
| Luksemburg    | 8     | 14     | 10   |
| Monako        | 7     | 13     | 10   |
| Malta         | 4     | 7      | 21   |
| Liechtenstein | 4     | 2      | 7    |
| San Marino    | 2     | 6      | 5    |
| Andora        | 0     | 5      | 10   |